# Pterygodium
Pterygodium – rodzaj roślin z rodziny storczykowatych (Orchidaceae). Obejmuje 20 gatunków występujących w Afryce w RPA, Eswatini, Lesotho i Tanzanii.

## Systematyka
Rodzaj sklasyfikowany do podplemienia Coryciinae w plemieniu Diseae, podrodzina storczykowe (Orchidoideae), rodzina storczykowate (Orchidaceae), rząd szparagowce (Asparagales) w obrębie roślin jednoliściennych.
Wykaz gatunków
- Pterygodium acutifolium Lindl.
- Pterygodium alatum (Thunb.) Sw.
- Pterygodium caffrum (L.) Sw.
- Pterygodium catholicum (L.) Sw.
- Pterygodium cleistogamum (Bolus) Schltr.
- Pterygodium connivens Schelpe
- Pterygodium cooperi Rolfe
- Pterygodium cruciferum Sond.
- Pterygodium hallii (Schelpe) Kurzweil & H.P.Linder
- Pterygodium hastatum Bolus
- Pterygodium inversum (Thunb.) Sw.
- Pterygodium leucanthum Bolus
- Pterygodium magnum Rchb.f.
- Pterygodium newdigateae Bolus
- Pterygodium pentherianum Schltr.
- Pterygodium platypetalum Lindl.
- Pterygodium schelpei H.P.Linder
- Pterygodium ukingense Schltr.
- Pterygodium vermiferum E.G.H.Oliv. & Liltved
- Pterygodium volucris (L.f.) Sw.